# Авила
Авила (шп. Ávila) је главни град шпанске покрајине Авила која се налази у аутономној заједници Кастиља и Леон. Некада је припадала региону Старе Кастиље.
Град се налази на 1.117 m надморске висине, и највиши је у Шпанији. Изграђен је на заравни каменитог брда које се издиже на сред дивљине, са веома оштром климом — дуге и хладне зиме и кратка лета.
Стари град Авила је изграђен од смеђег гранита, окружен шанцем и зидинама које садрже 88 кула извидница и девет капија и које се све налазе у одличном стању, али велики део града лежи ван зидина старог града. Готичка катедрала, за коју се тврди да потиче из 1107. године, али је вероватно из 13. или 14. века, личи на тврђаву са утврђеним зидинама и две велике куле.

## Географија

### Клима
| Клима (Авила)              | Клима (Авила) | Клима (Авила) | Клима (Авила) | Клима (Авила) | Клима (Авила) | Клима (Авила) | Клима (Авила) | Клима (Авила) | Клима (Авила) | Клима (Авила) | Клима (Авила) | Клима (Авила) | Клима (Авила) |
| Показатељ \ Месец          | .Јан.         | .Феб.         | .Мар.         | .Апр.         | .Мај.         | .Јун.         | .Јул.         | .Авг.         | .Сеп.         | .Окт.         | .Нов.         | .Дец.         | .Год.         |
| -------------------------- | ------------- | ------------- | ------------- | ------------- | ------------- | ------------- | ------------- | ------------- | ------------- | ------------- | ------------- | ------------- | ------------- |
| Средњи максимум, °C (°F)   | 7,0 (44,6)    | 8,7 (47,7)    | 11,4 (52,5)   | 12,8 (55)     | 16,9 (62,4)   | 22,6 (72,7)   | 27,2 (81)     | 26,8 (80,2)   | 22,6 (72,7)   | 16,0 (60,8)   | 10,8 (51,4)   | 8,0 (46,4)    | 15,9 (60,6)   |
| Средњи минимум, °C (°F)    | −1,5 (29,3)   | −0,5 (31,1)   | 0,5 (32,9)    | 2,3 (36,1)    | 5,8 (42,4)    | 9,4 (48,9)    | 12,2 (54)     | 12,1 (53,8)   | 9,5 (49,1)    | 5,6 (42,1)    | 1,6 (34,9)    | −0,1 (31,8)   | 4,7 (40,5)    |
| Количина падавина, mm (in) | 32 (12,6)     | 22 (8,7)      | 23 (9,1)      | 42 (16,5)     | 50 (19,7)     | 37 (14,6)     | 16 (6,3)      | 19 (7,5)      | 29 (11,4)     | 40 (15,7)     | 43 (16,9)     | 44 (17,3)     | 397 (156,3)   |
| [ тражи се извор ]         |               |               |               |               |               |               |               |               |               |               |               |               |               |

## Становништво
Према процени, у граду је 2008. живело 56.144 становника.

| 1981.  | 1989.  | 1991.  | 2001.  | 2002.  |
| ------ | ------ | ------ | ------ | ------ |
| 40.173 | 45.977 | 45.977 | 49.712 | 49.712 |

## Партнерски градови
- Вилнев сир Лот
- Ријеј Малмезон
- Терамо
- Родос